# Adelaide Adrenaline
Adelaide Adrenaline je australský hokejový tým. Působí v adelaidské čtvrti Thebarton. Vznikl v roce 2008 jako nástupce zaniklého klubu Adelaide Avalanche.
Hraje v Australian Ice Hockey League, nejvyšší hokejové soutěži v zemi. V roce 2009 vyhrál Goodallův pohár, pohár se stoletou tradicí, který se dříve uděloval vítězi klání mezi reprezentacemi australských států a od roku 2001 je udělován vítězi play-off ligy. V roce 2010 Adelaide Adrenaline prohráli ve finále této soutěže s Melbourne Ice.